# Xavier García
Xavier "Xavi" García Gadea (Barcelona, 1984. január 5. –) olimpiai ezüstérmes (2016), világbajnoki ezüst- (2009) és bronzérmes (2007, 2019), emellett Európa-bajnoki bronzérmes (2006) spanyol, majd horvát válogatott vízilabdázó, a VK Jug Dubrovnik játékosa.